# 文化資產保存法
《文化資產保存法》是中華民國為保存及活用文化資產，充實國民精神生活，發揚多元文化而立之法，文化資產之保存、維護、宣揚及權利之轉移均依此法規定，該法未規定者，依其他有關法律之規定。該法最早於1982年制定，於2005年進行整體性與結構性的修法，2016年進行全文修正，現時共有11章、113條。
根據最新該法，文化資產為具有各種價值經指定或登錄而成的事物，有形文化資產分為古蹟、歷史建築、紀念建築、聚落建築群、考古遺址、史蹟、文化景觀、古物（國寶、重要古物、一般古物）與自然地景與自然紀念物等九類，無形文化資產則分為傳統表演藝術、傳統工藝、口述傳統、民俗、傳統知識與實踐、保存技術及保存者等六類；除自然地景與自然紀念物由中華民國農業部主管外，其餘各類均由中華民國文化部為主管機關。

## 歷史沿革

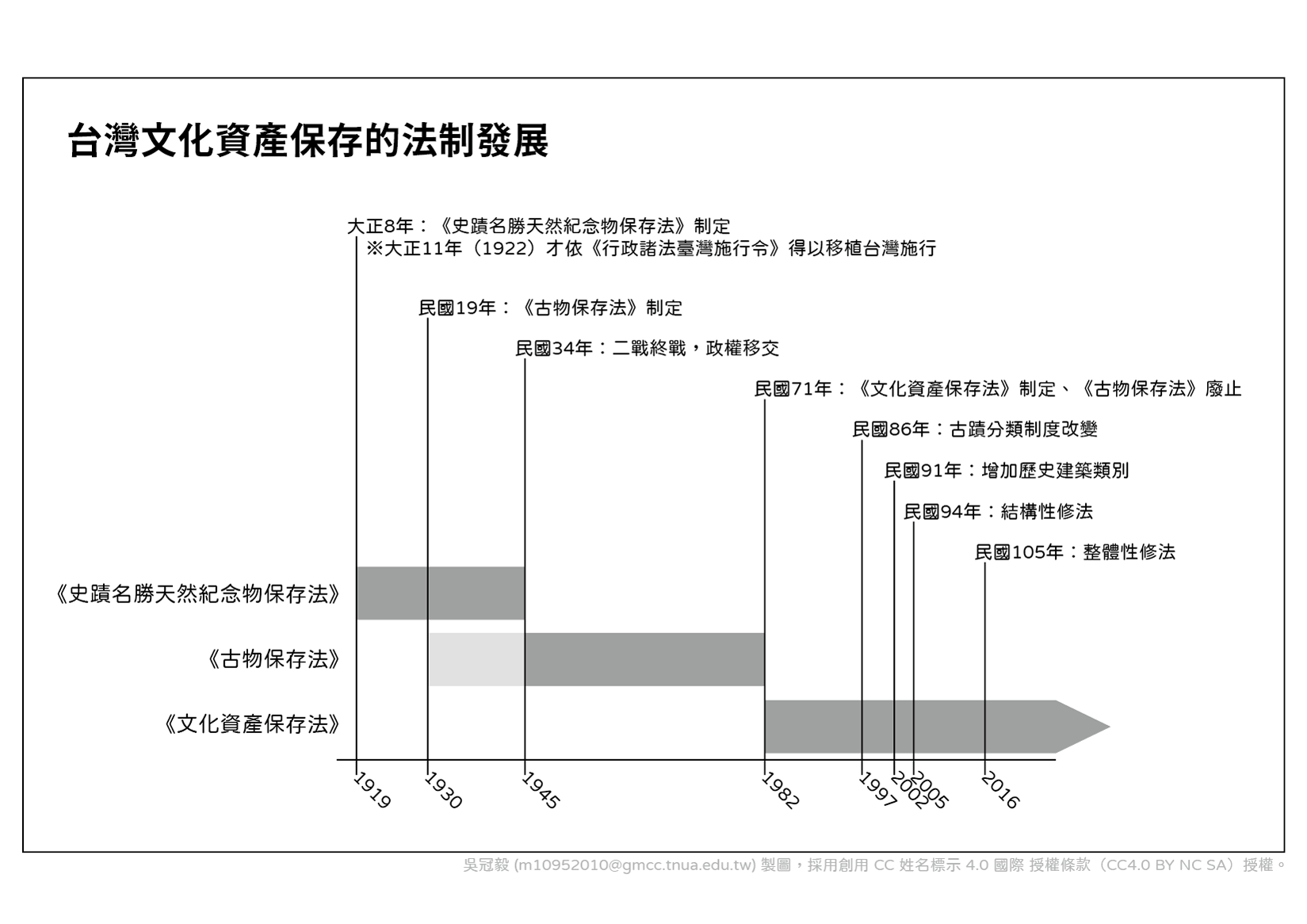
台灣文化資產保存的法制發展

### 施行前
在《文化資產保存法》實施之前，於臺灣實施過的文化資產相關法規有日本的《史蹟名勝天然紀念物保存法》與中華民國的《古物保存法》。
《史蹟名勝天然紀念物保存法》於1919年4月10日以法律44號公布，主要受到德國制度的影響。而在此法於臺灣實施之前，臺灣已有專家學者呼籲重視臺灣的史蹟，在這段期間曾進行過臺南孔子廟的重修:51，而臺灣博物學會成立後也成為臺灣文化保存的中堅。後來在專家建言與社會輿論下，臺灣總督府於1922年12月29日以敕令521號的「行政諸法臺灣施行令」表示將在臺灣實施此法，但礙於配套措施與經費等問題，該法拖到1930年9月21日才公布相關的施行規則。該法正式實施後，在1933年、1935年、1941年共進行三次的指定:56。
1945年10月起，臺灣繼受中華民國法律，取代《史蹟名勝天然紀念物保存法》的是1931年6月15日於中華民國施行的《古物保存法》，該法原本是由中央古物保管委員會負責處理業務，但是該委員會在1935年11月8日修法後變為內政部下的二級機關，1937年七七事變後運作中止，業務改由內政部禮俗司兼辦，日後該委員會亦未在臺灣恢復設置，導致有法律卻沒有法定中央主管機關的狀況:67。

### 第一版時期
1982年5月26日，《文化資產保存法》正式實施，日後到2005年為止曾進行過五次修法，其中因2005年2月5日公布的第五次修法為整體性與結構性的修法，故此版本可視為《文化資產保存法》第二版:87。而在《文化資產保存法》實施後，文建會會同教育部、內政部、經濟部與交通部在1984年2月22日發布《文化資產保存法施行細則》:88。而第一版的《文化資產保存法》內容有8章61條，分別是第一章總則、第二章古物、第三章古蹟、第四章民族藝術、第五章民俗及有關文物、第六章自然文化景觀、第七章罰則、第八章附則:88。
1997年1月22日公布該法的第一次修法結果，主要是增加古蹟土地容積移轉條款，以免私有古蹟因土地的潛在價值而可能遭到破壞:88；另外，增列贊助維修古蹟款項得列舉扣除所得稅條款，以鼓勵私人維護或維修古蹟:89。1997年5月14日再次修法，將原本統一由中央指定、解除及變更指定的古蹟，改由各級政府負責指定及遷移或拆除審核，而第一、二、三級古蹟的分法也改成了國定、省定（直轄市定）、縣定（市定）的分法，對應所管轄的政府層級，不過古蹟的解除與變更指定仍一律由中央審核:89。此外這次修法也增加了古蹟修復應保存原有風貌，但經許可後可採不同的保存方式之規定，另外也規定擬定古蹟保存區及修復計劃過程中，應舉辦說明會和公聽會的規定:89。
2002年2月9日再次修法，修法動機主要是因為受到九二一大地震令許多未經指定的史蹟受損卻無相關保護法規，以及1998年精省的影響:89。此次修法最大的改變便是增加了「歷史建築」，該法第三章因而改稱「古蹟與歷史建築」，另外因應九二一大地震的衝擊，增加修復工程在必要時得採用現代技術的規定與重大災害古蹟及歷史建築緊急修復條文，日後文建會於2000年發布《重大災害歷史建築應變處理辦法》，內政部於2001年發布《重大災害古蹟應變處理辦法》，二行政命令於2006年由文建會統合《古蹟及歷史建築重大災害應變處理辦法》:89。而由於精省的關係，原省定古蹟直接改為國定古蹟:89。2002年6月12日《文化資產保存法》第四次修法結果公布施行，主要是增列《公有古物複製品管理辦法》、《公有古物複製及監製管理辦法》、《文化資產獎勵補助辦法》的法源:90。
而在此一時期，各類文化資產的主管機關、管理單位等資訊如下:90－92。：
| 類別           | 中央主管機關     | 管理單位                                                                 | 指定或登錄機制 | 定義                                                                                   | 備註 |
| -------------- | ---------------- | ------------------------------------------------------------------------ | --- | -------------------------------------------------------------------------------------- | --- |
| 古物           | 教育部（社教司） | 中央或地方政府設立古物保管機構                                           | 一般古物：古物保管機構造冊，報教育部存案。 重要古物、國寶：教育部指定或解除指定。                                               | 指可供鑑賞、研究、發展、宣揚而具有歷史及藝術價值或經教育部指定之器物。                 | 分為一般古物、重要古物與國寶 |
| 古蹟           | 內政部（民政司） | 地方政府、所有人或受託人管理，第三次修法後，可委託自然人或公益性法人管理 | 1997年5月14日前：內政部指定、解除及變更指定。 1997年5月14日後：各級政府負責指定及遷移或拆除審核，內政部統一審核解除及變更指定。 | 指依本法指定、公告之古建築物、傳統聚落、古市街，考古遺址及其他歷史文化遺蹟。           | 1997年5月14日前：第一級、第二級、第三級 1997年5月14日後：國定、省（市）定、縣（市）定 2002年2月9日後：國定、直轄市定、縣（市）定 |
| 民族藝術       | 教育部（社教司） | 教育部或地方政府指定或專設機構保存維護                                   | 民族藝術：教育部或地方政府指定 重要民族藝術：教育部指定或解除指定                                                               | 指民族及地方特有之藝術。                                                               | 分為重要民族藝術、民族藝術 |
| 民俗及有關文物 | 內政部（民政司） | 地方政府                                                                 | 地方政府調查、蒐集、保管展示，但不從事指定                                                                                      | 指與國民生活有關食、衣、住、行、敬祖、信仰、年節、遊樂及其他風俗、習慣之文物。         | |
| 自然文化景觀   | 經濟部（農業局） | 地方政府或主管機關指定之機構                                             | 經濟部會同內政部、教育部、交通部審查或解除指定                                                                                  | 指人類為保存歷史文化及保育自然之需要，而指定具有保存價值之自然區域、動物、植物及礦物。 | |
| 歷史建築       | 文建會           | 應為地方政府 （未明文規定）                                              | 地方政府負責登錄 | 指未被指定為古蹟。但具有歷史、文化價值之古建築物、傳統聚落、古市街及其他歷史文化遺蹟。 | |

### 第二版時期
《文化資產保存法》在2005年2月5日公布的第五次修法為一整體性與結構性的修法，將全部條文改為11章104條:129。11個章節分別是第一章總則、第二章古蹟、歷史建築及聚落、第三章遺址、第四章文化景觀、第五章傳統藝術、民俗及有關文物、第六章古物、第七章自然地景、第八章文化資產保存技術及保存者、第九章獎勵、第十章罰則、第十一章附則:129、130。此次修法最主要做的是將文化資產類別由六類調整為七類，將古蹟類分出遺址、自然文化地景改為自然地景與文化景觀、民族藝術改為傳統藝術、古物類底下增加圖書文獻一項:130。另外舊版法規著重在物件上，新制對於人才有所重視，規定要對保存技術及保存者建檔及登錄、藝師列冊指定等等:131。此外舊版法規在中央主管機關上牽扯到6個部會，新制只修改為文化建設委員會與農委會:131。又舊版法規傾向使用「指定制」（強制性保護），新制則「指定制」與「登錄制」並重，兩者的差異在於指定比登錄有更多的獎勵，但也附有罰則與一定的限制，登錄則有類似的獎勵，但未有罰則，主要是用來避免文化資產所有人為避免財產被指定而先行破壞或是在指定後消極抵抗:133。
此外在正式的文化資產之外，為避免可能列為文化資產的建物等在進行審議前遭到破壞，而增加了暫定古蹟的措施。
而在2011年11月9日，該法第35條進行修正；後來因應行政院組織改造，依行政院公告，自2012年5月20日起，該法由行政院文化建設委員會負責的事項（如擔任中央主管機關）改由文化部管轄。
而在此一時期，各類文化資產的主管機關、管理單位等資訊如下：
| 類別           | 主管機關:131                                                         | 管理單位:132                                       | 指定或登錄機制:133、134 | 定義                                                                           | 備註                                       |
| -------------- | -------------------------------------------------------------------- | -------------------------------------------------- | ----------------------- | ------------------------------------------------------------------------------ | ------------------------------------------ |
| 古蹟           | 中央：文化部（文化資產局） 直轄市：直轄市政府 縣（市）：縣（市）政府 | 所有人、使用人或管理人                             | 地方、中央均可指定      | 指人類為生活需要所營建之具有歷史、文化價值之建造物及附屬設施群。               | 分為國定、直轄市定、縣（市）定             |
| 歷史建築       | 中央：文化部（文化資產局） 直轄市：直轄市政府 縣（市）：縣（市）政府 | 未明文規定，但公有文化資產由所有或管理機關管理維護 | 地方登錄                | 指人類為生活需要所營建之具有歷史、文化價值之建造物及附屬設施群。               |                                            |
| 聚落           | 中央：文化部（文化資產局） 直轄市：直轄市政府 縣（市）：縣（市）政府 | 未明文規定，但公有文化資產由所有或管理機關管理維護 | 地方、中央均可登錄      | 指人類為生活需要所營建之具有歷史、文化價值之建造物及附屬設施群。               | 分為聚落與重要聚落                         |
| 遺址           | 中央：文化部（文化資產局） 直轄市：直轄市政府 縣（市）：縣（市）政府 | 指定登錄單位                                       | 地方、中央均可指定      | 指蘊藏過去人類生活所遺留具歷史文化意義之遺物、遺跡及其所定著之空間。           | 分為國定、直轄市定、縣（市）定             |
| 文化景觀       | 中央：文化部（文化資產局） 直轄市：直轄市政府 縣（市）：縣（市）政府 | 指定登錄單位                                       | 地方登錄                | 指神話、傳說、事蹟、歷史事件、社群生活或儀式行為所定著之空間及相關連之環境。   |                                            |
| 傳統藝術       | 中央：文化部（文化資產局） 直轄市：直轄市政府 縣（市）：縣（市）政府 | 指定登錄單位                                       | 地方登錄、中央指定      | 指流傳於各族群與地方之傳統技藝與藝能，包括傳統工藝美術及表演藝術。             | 分為重要傳統藝術、一般傳統民族藝術         |
| 民俗及有關文物 | 中央：文化部（文化資產局） 直轄市：直轄市政府 縣（市）：縣（市）政府 | 指定登錄單位                                       | 地方登錄、中央指定      | 指與國民生活有關之傳統並有特殊文化意義之風俗、信仰、節慶及相關文物。           | 分為重要民俗及有關文物、一般民俗及有關文物 |
| 古物           | 中央：文化部（文化資產局） 直轄市：直轄市政府 縣（市）：縣（市）政府 | 所有人、使用人或管理人                             | 地方登錄、中央指定      | 指各時代、各族群經人為加工具有文化意義之藝術作品、生活及儀禮器物及圖書文獻等。 | 分為一般古物、重要古物與國寶               |
| 自然地景       | 中央：農委會 直轄市：直轄市政府 縣（市）：縣（市）政府               | 所有人、使用人或管理人                             | 地方、中央均可指定      | 指具保育自然價值之自然區域、地形、植物及礦物。                                 | 分為國定、直轄市定、縣（市）定             |

### 第三版時期（現法）
2016年7月12日立法院三讀通過《文化資產保存法》的修正案，該次修法大幅修改了《文資法》的內容。在分類上新增「紀念建築」、「史蹟」、「口述傳統」、「傳統知識與實踐」、「保存技術及保存者」等分類。
該次修法的重點主要是強化文資保存過程中的公民參與、調整文化資產的種類、實施文化資產保存教育、強化原住民族文化資產保存並須會同中央原民會審議、完工逾50年的公有建造物與公有土地上建造物及附屬設施群在所有或管理機關（構）於處分前由主管機關進行文化資產價值評估、增加相關獎勵與處罰措施等等。在罰則方面，將原有「處5年以下有期徒刑、拘役或科或併科新臺幣20萬元以上100萬元以下罰金」大幅提高為「處6個月以上5年以下有期徒刑，得併科新台幣50萬元以上2000萬元以下罰金。」、各類暫定有形文化資產於審議期間均視同法定文化資產相關法條。2021年12月24日，司法院大法官針對《文化資產保存法》做出的〈釋字813號解釋〉是最後一次解釋，文中宣告《文化資產保存法》第99條與100條規定（地主租稅優惠與補償）部分違憲，需在兩年內修法補正；2023年11月10日，立法院三讀通過「文化資產保存法修正案」，依據〈釋字813號解釋〉補足登錄歷史建築及紀念建築之土地所有權人，得申請容積移轉及享有免徵地價稅、房屋稅優惠。
有形文化資產
| 類別                 | 主管機關:131                                                                 | 管理單位:132                                       | 指定或登錄機制:133、134 | 定義                                                                                       | 備註                                                                              |
| -------------------- | ---------------------------------------------------------------------------- | -------------------------------------------------- | ----------------------- | ------------------------------------------------------------------------------------------ | --------------------------------------------------------------------------------- |
| 古蹟                 | 中央： 文化部（文化資產局） 地方： 直轄市：直轄市政府 縣（市）：縣（市）政府 | 所有人、使用人或管理人                             | 地方、中央均可登錄      | 指人類為生活需要所營建之具有歷史、文化價值之建造物及附屬設施群                             | 分為國定、直轄市定、縣（市）定                                                    |
| 歷史建築             | 中央： 文化部（文化資產局） 地方： 直轄市：直轄市政府 縣（市）：縣（市）政府 | 未明文規定，但公有文化資產由所有或管理機關管理維護 | 地方登錄                | 指歷史事件所定著或具有歷史性、地方性、特殊性之文化、藝術價值，應予保存之建造物及附屬設施   |                                                                                   |
| 紀念建築             | 中央： 文化部（文化資產局） 地方： 直轄市：直轄市政府 縣（市）：縣（市）政府 | 未明文規定，但公有文化資產由所有或管理機關管理維護 | 地方登錄                | 指與歷史、文化、藝術等具有重要貢獻之人物相關而應予保存之建造物及附屬設施                   | 無須先取得歷史建築資格                                                            |
| 聚落建築群           | 中央： 文化部（文化資產局） 地方： 直轄市：直轄市政府 縣（市）：縣（市）政府 | 未明文規定，但公有文化資產由所有或管理機關管理維護 | 地方、中央均可登錄      | 指建築式樣、風格特殊或與景觀協調，而具有歷史、藝術或科學價值之建造物群或街區               | 分為重要（中央）、一般（地方）                                                    |
| 考古遺址             | 中央： 文化部（文化資產局） 地方： 直轄市：直轄市政府 縣（市）：縣（市）政府 | 指定登錄單位                                       | 地方、中央均可指定      | 指蘊藏過去人類生活所遺留具歷史文化意義之遺物、遺跡及其所定著之空間                         | 分為國定、直轄市定、縣（市）定                                                    |
| 史蹟                 | 中央： 文化部（文化資產局） 地方： 直轄市：直轄市政府 縣（市）：縣（市）政府 | 指定登錄單位                                       | 地方、中央均可登錄      | 指歷史事件所定著而具有歷史、文化、藝術價值應予保存所定著之空間及附屬設施                   | 分為重要（中央）、一般（地方）                                                    |
| 文化景觀             | 中央： 文化部（文化資產局） 地方： 直轄市：直轄市政府 縣（市）：縣（市）政府 | 指定登錄單位                                       | 地方、中央均可登錄      | 指人類與自然環境經長時間相互影響所形成具有歷史、美學、民族學或人類學價值之場域             | 分為重要（中央）、一般（地方）                                                    |
| 古物                 | 中央： 文化部（文化資產局） 地方： 直轄市：直轄市政府 縣（市）：縣（市）政府 | 所有人、使用人或管理人                             | 地方登錄、中央指定      | 指各時代、各族群經人為加工具有文化意義之藝術作品、生活及儀禮器物、圖書文獻及影音資料等文物 | 分為國寶與重要古物（中央）、一般古物（地方） 國寶與重要古物未經行政院核准不可出國 |
| 自然地景、自然紀念物 | 中央： 農業部（林保署） 地方： 直轄市：直轄市政府 縣（市）：縣（市）政府     | 所有人、使用人或管理人                             | 地方、中央均可登錄      | 指具保育自然價值之自然區域、特殊地形、地質現象、珍貴稀有植物及礦物                         | 分為國定、直轄市定、縣（市）定                                                    |

無形文化資產
| 類別             | 主管機關:131                                           | 保存者:132         | 指定或登錄機制:133、134 | 定義 | 備註                           |
| ---------------- | ------------------------------------------------------ | ------------------ | ----------------------- | --- | ------------------------------ |
| 傳統表演藝術     | 中央：文化部 直轄市：直轄市政府 縣（市）：縣（市）政府 | 相關保存個人或團體 | 地方登錄、中央指定      | 指流傳於各族群與地方之傳統表演藝能 | 分為重要（中央）、一般（地方） |
| 傳統工藝         | 中央：文化部 直轄市：直轄市政府 縣（市）：縣（市）政府 | 相關保存個人或團體 | 地方登錄、中央指定      | 指流傳於各族群與地方以手工製作為主之傳統技藝                                                                                                 | 分為重要（中央）、一般（地方） |
| 口述傳統         | 中央：文化部 直轄市：直轄市政府 縣（市）：縣（市）政府 | 相關保存個人或團體 | 地方登錄、中央指定      | 指透過口語、吟唱傳承，世代相傳之文化表現形式                                                                                                 | 分為重要（中央）、一般（地方） |
| 傳統知識與實踐   | 中央：文化部 直轄市：直轄市政府 縣（市）：縣（市）政府 | 相關保存個人或團體 | 地方登錄、中央指定      | 指各族群或社群，為因應自然環境而生存、適應與管理，長年累積、發展出之知識、技術及相關實踐                                                     | 分為重要（中央）、一般（地方） |
| 民俗             | 中央：文化部 直轄市：直轄市政府 縣（市）：縣（市）政府 | 相關保存個人或團體 | 地方登錄、中央指定      | 指與國民生活有關之傳統並有特殊文化意義之風俗、儀式、祭典及節慶                                                                               | 分為重要（中央）、一般（地方） |
| 保存技術及保存者 | 中央：文化部 直轄市：直轄市政府 縣（市）：縣（市）政府 | 相關保存個人或團體 | 地方登錄、中央指定      | 上述各項文化資產保存技術，指進行文化資產保存及修復工作不可或缺，且必須加以保護需要之傳統技術；其保存者，指保存技術之擁有、精通且能正確體現者 | 分為重要（中央）、一般（地方） |

## 外部連結
- 全國法規資料庫-文化資產保存法 （页面存档备份，存于）（繁體中文）